# Metropolitan Borough of Oldham
Oldham ist ein Metropolitan Borough im Metropolitan County Greater Manchester in England. Verwaltungssitz ist die gleichnamige Stadt Oldham. Weitere bedeutende Orte im Borough sind Chadderton, Failsworth, Lees, Royton, Saddleworth und Shaw and Crompton.
Die Reorganisation der Grenzen und der Kompetenzen der lokalen Behörden führte 1974 zur Bildung des Metropolitan Borough. Fusioniert wurden dabei der County Borough Oldham sowie die Urban Districts Chadderton, Shaw and Crompton, Failsworth und Lees. Diese Gebietskörperschaften gehörten zuvor zur Grafschaft Lancashire. Von Yorkshire wurde der Urban District Saddleworth hinzugefügt.
1986 wurde Oldham faktisch eine Unitary Authority, als die Zentralregierung die übergeordnete Verwaltung von Greater Manchester auflöste. Oldham blieb für zeremonielle Zwecke Teil von Greater Manchester, wie auch für einzelne übergeordnete Aufgaben wie Polizei, Feuerwehr und öffentlicher Verkehr.